# Сухов, Василий Семёнович
Василий Семёнович Сухов (1925 — 24 июня 1944) — участник Великой Отечественной войны, партизан, позднее стрелок 14-го стрелкового полка (72-я Павловская стрелковая дивизия, 21-я армия, Ленинградский фронт), красноармеец. Герой Советского Союза (1944).

## Биография
Василий Семёнович Сухов родился в 1925 году на хуторе Суетово (хутор Сутеев) в крестьянской семье. По национальности - русский. Окончил 8 классов. После окончания школы жил в Сольцах и работал с отцом Семёном Фёдоровичем в совхозе «Победа».
14 июля 1941 года город был оккупирован немцами, семья Суховых не успела эвакуироваться. Летом 1943 года Василий Сухов, его младший брат Иван и друг Владимир Дуплев угнали немецкий тягач и попытались добраться на нём до партизанского отряда. Однако гитлеровцы организовали преследование, и машину пришлось бросить на окраине леса. Оторвавшись от погони, вскоре они встретились с партизанами 5-й Ленинградской партизанской бригады и были зачислены в партизанский отряд. Семнадцатилетний Василий стал подрывником, пятнадцатилетний Иван — разведчиком. Братья участвовали в засадах и подрывах, в разгромах вражеских гарнизонов, в том числе и в ночном налёте на немецкий гарнизон в деревне Дубец под Сольцами. В феврале 1944 года Солецкий район был освобождён войсками Ленинградского и Волховского фронтов, 5-я партизанская бригада была расформирована, и Василий Сухов был направлен в действующую армию, зачислен в 72-ю стрелковую дивизию.
В начале июня 1944 года 72-я дивизия вела наступление на Карельском перешейке. Комсорг стрелковой роты 14-го стрелкового полка В. С. Сухов увлёк за собой бойцов и прорвал оборону противника. За проявленное мужество его наградили орденом Славы III степени.
В июне 1944 года в бою за узловую станцию Тали красноармеец Сухов заменил погибшего командира роты. Двое суток 45 солдат под командованием комсорга удерживали станцию и отразили 5 контратак противника. В бою он был несколько раз ранен, но покинуть расположение роты отказался. Вынося из боя тяжелораненого нового командира роты старшего лейтенанта Полякова, Сухов был ранен осколком мины в ногу. Истекающего кровью, его отправили в 119-й приёмный эвакопункт, где он и скончался 24 июня 1944 года, (по другим сведениям 23 июня 1944 года).
Похоронен в братской могиле на станции Перк-Ярви.
Указом Президиума Верховного Совета СССР от 21 июля 1944 года за мужество и героизм, проявленные при освобождении Карельского перешейка, Сухову Василию Семёновичу присвоено звание Героя Советского Союза (посмертно).

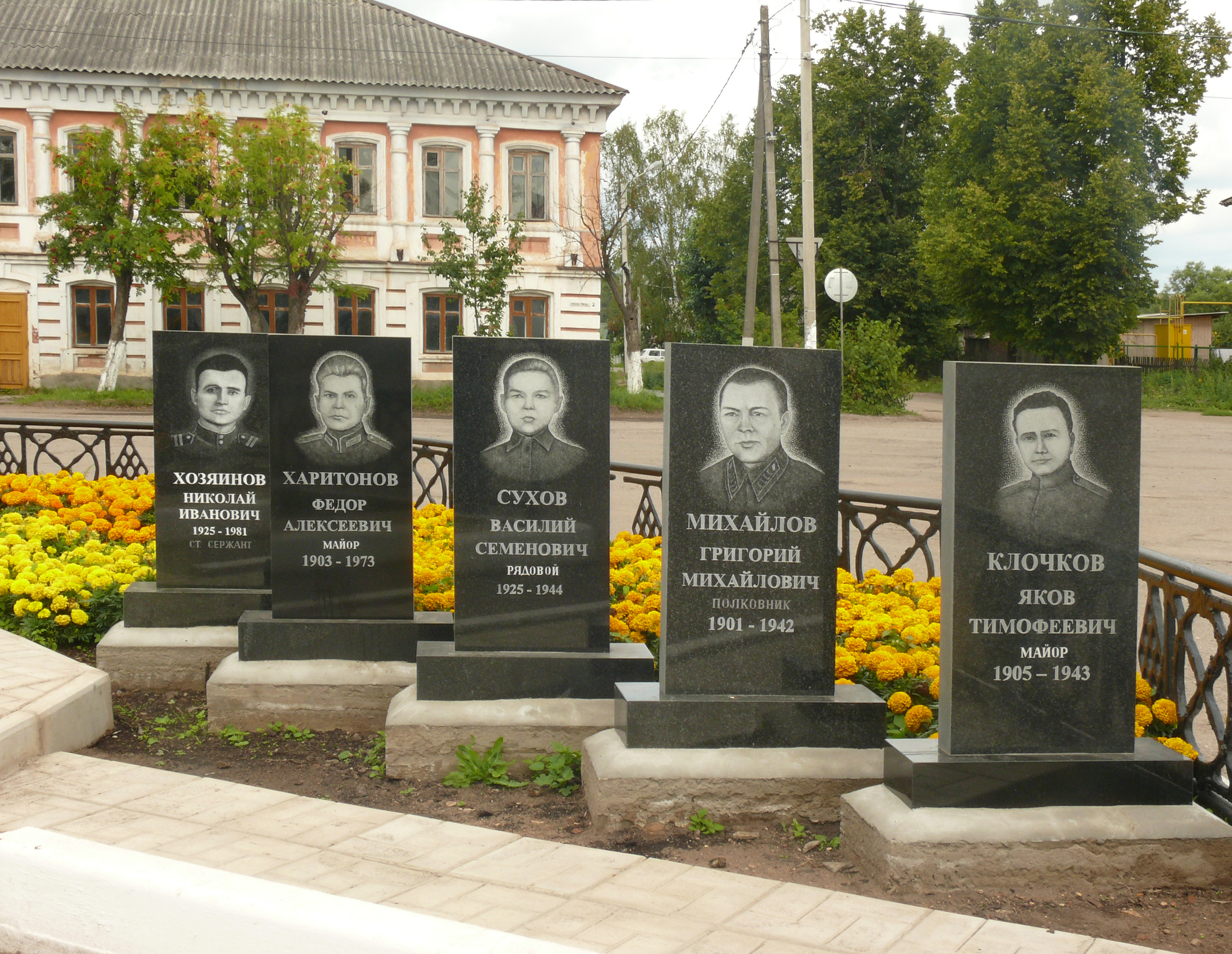
Мемориал в Сольцах

## Награды
- Герой Советского Союза[2];
- орден Ленина[2];
- орден Славы 3-й степени[2].

## Память
- В посёлке Кирилловское на могиле Героя установлена мемориальная доска.
- Имя В. С. Сухова занесено в списки почётных граждан Выборга.
- Навечно зачислен в списки воинской части[2].
- Именем В. С. Сухова были названы:
  - улицы в городах Выборг и Сольцы[2];
  - средняя школа в Ленинграде;
  - пионерская дружина в Сольцах.